# Pariah scotius
A Pariah scotius a csontos halak (Osteichthyes) főosztályának a sugarasúszójú halak (Actinopterygii) osztályába, ezen belül a sügéralakúak (Perciformes) rendjébe, a gébfélék (Gobiidae) családjába és a Gobiinae alcsaládjába tartozó faj.
Nemének egyetlen faja.

## Előfordulása
A Pariah scotius az Atlanti-óceán nyugati felén található meg. A Bahama-szigetek déli részének az endemikus hala.

## Megjelenése
A hal teste egyforma sötét színű, nagy fekete foltokkal. Mindegyik úszója világos.

## Életmódja
Trópusi és sósvízi hal, amely a tenger fenekét választotta élőhelyül.